# 전력
전력(電力, electric power)은 일반적으로 전기에너지가 일을 할 수 있는 능력을 말하며, 작동적 정의는 단위 시간당 전류, 또는 단위 시간당 전달되거나 변환된 전기 에너지에 의해 수행되는 일의 양이다. 전기설비의 전력소비능력(전기에너지를 얼마나 빨리 소비하는지를 나타내는 물리량), 발전설비의 발전용량, 송변전설비의 송전능력 등을 표현하는데 사용할 수 있다. 전력은 P로 표시되고, 전력의 단위는 와트(Watt)이며 W로 표시된다. 

## 정의

간단한 전기회로.
v: 전원, i: 전류, R: 저항

전기 회로에서 전력은 전류와 전기저항 사이의 관계에 의해 정의된다. 그림과 같은 단순한 전기 회로에서 전기저항 R은 전류를 소비하면서 열을 발생시킨다.
1840년 영국의 물리학자 제임스 프레스콧 줄은 전기 회로에서 저항에 의해 발생하는 열량이 다음과 같은 관계를 이룬다는 것을 발견하였다. 이를 줄의 법칙 이라고 한다.
{\displaystyle Q=I^{2}Rt}
(Q: 열량[J], I: 전류의 세기[A], R: 도체의 전기저항[Ω], t: 전류가 흐르는 시간[s])
전기 회로의 저항에서 열이 발생하는 까닭은 저항을 통과하는 전자들이 저항 내의 원자들과 충돌하면서 전기적 위치 에너지를 잃기 때문이다. 전자들이 잃은 에너지는 저항 내에 있는 원자들의 진동 에너지로 전환되고, 그 결과 열이 발생한다. 이렇게 발생하는 열을 줄 발열이라고 하고 그러한 변환을 {\displaystyle I^{2}R} 손실이라고 한다. 전력은 전기 회로 전체가 소비하는 단위 시간당 줄열 발생량이라 할 수 있다.
한편, 전압은 전류와 저항의 곱으로 나타낼 수 있으므로 위 식은 아래와 같이 간단히 할 수 있다.
{\displaystyle P=VI}
P: 전력, V: 전압, I: 전류
따라서 전력은 전압과 전류의 곱으로 나타낼 수 있다.

## 구분
일정한 방향으로 계속하여 흐르는 전류를 직류라고 하고, 주기적으로 전류의 방향이 바뀌는 전류를 교류라고 한다. 전기 회로에서 저항으로 작용하는 구성 요소인 전기 부하는 직류와 교류에서 서로 다르게 작용하기 때문에 전력 역시 직류 전력과 교류 전력의 계산 방식이 다르다.
한편, 교류 전력의 경우 파동의 성질을 지니기 때문에 위상에 따른 성질을 지닌다.

## 직류 전력
직류 전력의 계산은 전력의 정의에서와 같이 간단히 기전력을 일으키는 전압과 전류의 양으로 계산할 수 있다. 예를 들어 어떤 전기 회로에 1.5V의 전압으로 300 mA의 전류가 흐른다면 전력은 0.45 W 가 될 것이다. 전기 회로에 여러 전기 부하가 직렬 또는 병렬로 연결되면 전체 전력은 각 부분 부하가 소비하는 전력의 합과 같다.
{\displaystyle P_{t}=P_{1}+P_{2}+\cdots +P_{n}}

## 교류 전력

일반적인 교류는 사인파의 형태를 띈다.

교류의 경우엔 계산이 몹시 복잡해진다. 교류는 패러데이 전자기 유도 법칙에 따라 생성되어 일정한 주기를 갖고 방향을 바꾸는 파동 에너지이다. 발전원에 따라 다양한 파형이 있을 수 있으나 안정적인 에너지원으로 쓰이기 위해 일반적으로 사용되는 전원은 사인파의 형태를 띈다. 교류의 주기는 보통 50 Hz 또는 60 Hz가 쓰이며, 대한민국의 경우 60Hz이다.
교류의 전압과 전류는 아래의 식과 같이 나타낼 수 있다.
{\displaystyle V(t)=V_{m}cos(\omega t+\theta _{v})}
V(t): 순간 전압, Vm: 최대 전압, {\displaystyle \omega t}: 위상, Θt: 전압의 순간 변위
{\displaystyle i(t)=I_{m}cos(\omega t+\theta _{i})}
i(t): 순간 전류, Im: 최대 전류, {\displaystyle \omega t}: 위상, Θi: 전류의 순간 변위
따라서 특정 순간의 전력은 아래와 같이 나타낼 수 있다.
{\displaystyle P(t)=V(t)\cdot I(t)}
{\displaystyle =V_{m}cos(\omega t+\theta _{v})\cdot I_{m}cos(\omega t+\theta _{i})}
{\displaystyle ={\frac {V_{m}I_{m}}{2}}cos(\theta _{v}-\theta _{i})+{\frac {V_{m}I_{m}}{2}}cos(2\omega t+\theta _{v}+\theta _{i})}
일반적인 공급 전원은 동상(同相, in phase)이므로 전압과 전류의 위상과 순간 변위는 같다고 간주하여 계산할 수 있다. 위의 교류 전력식 P(t)는 일정한 주기를 갖는 주기 함수이다. 교류 전력은 일정한 주기를 갖기 때문에 주기를 단위로 하여 합하면 상쇄되어 0 이 되어 버리고 만다. 그러나 매 시각의 전력은 분명 0 이 아니기 때문에 실제 줄열을 발생시키는 유효 전력을 계산할 필요가 있다. 전기 회로 이론에서는 조화 함수를 사용하여 제곱평균제곱근의 양으로 전압과 전류의 실효값를 계산하고 이를 통해 유효 전력을 나타낸다.
교류 전력을 사용하는 전기 회로에서 부하를 통과하는 전류는 부하의 특성에 따라 전압과 전류의 위상에 차이가 생기게 된다. 이 때문에 교류 전기 회로의 전력은 전기저항(Resistance), 유도용량(Inductance), 정전용량(Capacitance)에 대하여 따로 계산되기도 한다. 전류가 각각의 부하를 통과할 때 줄열을 발생시키는 유효 전력은 저항 성분에서만 발생하고 유도자나 축전기에서는 발생하지 않는다.

교류 전력 삼각형
P: 유효 전력
Q: 무효 전력
S: 복소 전력
φ: 전류에 대한 전압의 위상

교류의 전체 전력은 조화 함수를 이용하여 아래와 같이 나타낸다.
{\displaystyle S=P+jQ}
S: 복소전력, P: 유효전력, j: 허수 단위, Q: 무효전력
저항 성분을 통해 발생하는 유효 전력과 달리 유도계수나 전기용량에 의해 소모되는 전력은 빛이나 열을 발생시키지 않기 때문에 무효 전력이라고 부른다. 그러나 무효 전력도 실제 전력 변화에는 관여하기 때문에 유효 전력은 전체 복소 전력의 절대값인 피상 전력을 포함하여 계산하게 된다. 교류 전력 삼각형은 복소 전력과 유효 전력, 무효 전력 간의 관계를 나타낸다.
{\displaystyle P=|S|cos\theta }
{\displaystyle Q=|S|sin\theta }

### 역률 개선
교류 전력에서 실제 부하에 사용되는 전력은 유효 전력이고 무효 전력은 별다른 일을 하지 않는다. 따라서 전력을 효율적으로 사용하기 위해서는 유효 전력을 높이고 무효 전력을 낮추어야 한다. 위 식에서 보면 유효 전력과 무효 전력의 위상이 0 이 될 때 {\displaystyle cos0=1,sin0=0}가 되어 유효 전력은 100% 사용하고 무효 전력은 0 %로 낮추는 이상적인 상태가 됨을 알 수 있다. 그러나 실제 전기회로에서는 이와 같은 이상적인 상태는 불가능하므로 최대한 {\displaystyle cos\theta }의 값이 1에 가깝게 되도록 노력한다. 이때
{\displaystyle cos\theta }를 역률이라고 하고 이 값을 크게 하려는 활동을 역률 개선이라고 한다.

### 단상 전력과 삼상 전력

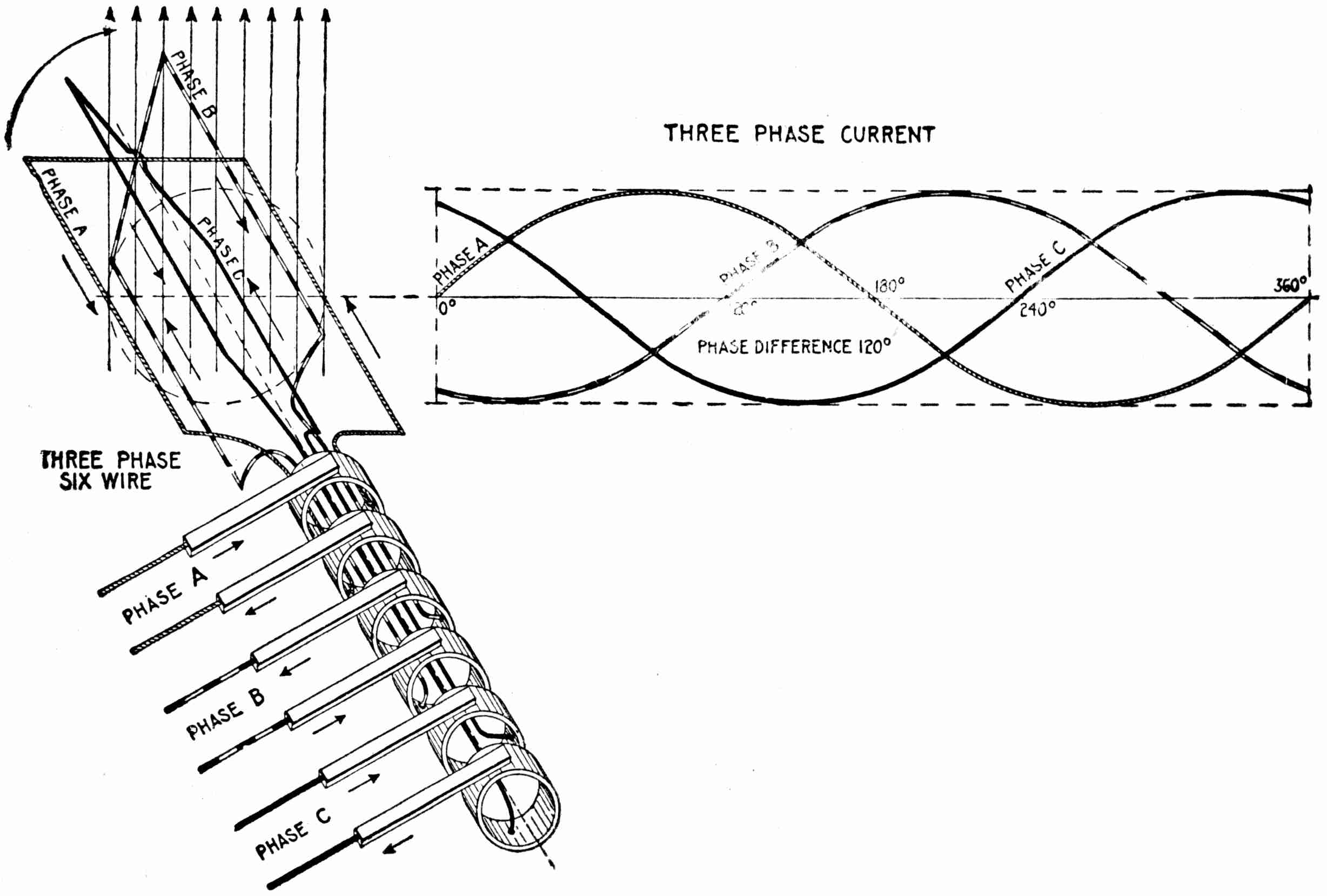
삼상교류의 발생. 자석 안쪽에 세 축으로 나뉜 전선이 회전하여 삼상 유도 전류를 만드는 것을 설명하는 그림

교류는 위상을 가지므로 상의 수에 따라 단상전력과 3상전력으로 나뉜다. 상이 하나인 것은 단상, 셋인 것은 삼상이라고 부른다. 삼상은 단상 교류 셋을 위상을 달리하여 결합한 것이다.
단상전력은 위에서 설명한 일반적인 전력 관계식을 따른다.
{\displaystyle P=IV} (에너지 전송의 비율)
{\displaystyle P=I^{2}R} (저항으로 인한 손실)
{\displaystyle P={V^{2} \over R}} (저항으로 인한 손실)

삼상전력의 상전압 {\displaystyle V_{p}} 과 선전압 {\displaystyle V_{L}} 은 아래의 관계식을 따른다.
{\displaystyle P=3V_{p}i={\sqrt {3}}V_{l}i}
삼상전력은 순간 전력 총합이 언제나 일정하기 때문에 전동기를 가동할 때 일정한 전력을 계속하여 공급할 수 있는 이점이 있다. 그러나 단상에 비해 전기 누설의 위험이 크므로 사용에 주의하여야 한다. 삼상 전력은 전동차나 대형 에어컨과 같이 전동기를 계속하여 사용하는 기계에 일반적으로 사용된다.

## 사용
전력은 전원을 통해 공급된다. 전원은 크게 보아 직류와 교류로 구분되며 가전제품이나 전자제품은 대부분 직류로 작동된다. 그러나 직류를 발전하여 한 지역에 공급하는 것은 매우 비효율적이기 때문에 대규모 전력 공급은 교류로 제공되며 각각의 전기 기기는 정류기를 이용하여 교류를 직류로 변환해 사용한다. 교류를 계속하여 공급받을 수 없는 상태에서 사용하는 기기인 휴대전화와 같은 이동용 기기에는 전지가 사용된다.

### 송전선과 전력

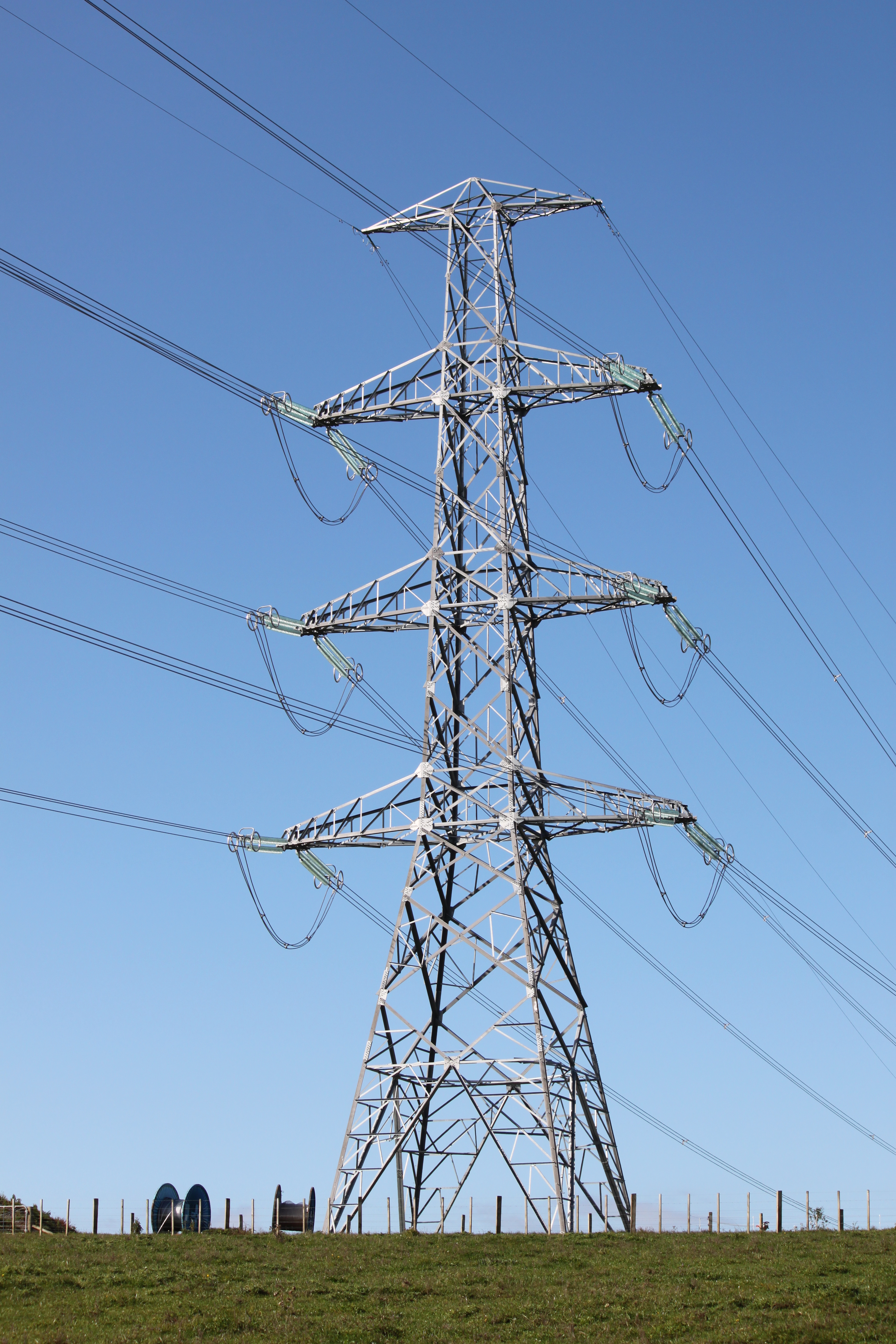
송전선

발전소에서 공급되는 전류는 송전선을 통해 소비자에게 전달된다. 송전선 역시 일정한 저항을 갖는 도체로 이루어져 있기 때문에 전기가 전달되는 동안 열을 발생시켜 전력 손실이 일어난다. 줄의 법칙에 따라 같은 전력을 전달할 때 전류와 저항은 반비례 관계에 놓인다. 따라서 송전선의 전력 손실을 최소화 하기 위해서는 되도록 전선의 저항을 낮추거나 전압을 올려야 한다. 전선의 저항을 낮추는 것은 기술적인 한계가 있기 때문에 전압을 올리는 쪽이 경제적이다. 발전소에서 고압의 전류를 송전하는 이유다. 어떤 경우에는 765 kV까지 전압을 올린 고압 전류를 송전한다. 이렇게 전송된 전류는 도시나 공장과 같은 소비지 근처의 변전소까지 전달되고, 이 곳의 변압기를 통해 22.9 kV로 낮추어진 다음 다시 곳곳에 설치된 변압기를 거쳐 220 V 또는 380V 와 같은 사용 전압으로 낮춰져 쓰인다.  대한민국의 가정용 단상 교류 전압은 220V 이고, 일본이나 대만과 같은 나라에선 110V 가 가정용 소비 전압으로 제공된다. 사이리스터나 인버터 등 전력 전자공학이 발달한 현재는 손실이 적은 고압직류송전방식이 사용되는 구간이 있다.

## 같이 보기
- 전력산업
- 전력량
- 에너지 개발
- 발전 (전기)
- 전기
- 전압
- 전류
- 전원